# 카펜베르크 SV II
카펜베르크 SV II(독일어: Kapfenberger Sportvereinigung Superfund)는 오스트리아의 축구 클럽이다. 또한 카펜베르크 SV의 리저브팀으로 활동 중이다.